# Knipowitschia mermere
Knipowitschia mermere е вид лъчеперка от семейство Попчеви (Gobiidae). Видът е критично застрашен от изчезване.

## Разпространение
Разпространен е в Турция.